# Säsong 20 av Simpsons
Den tjugonde säsongen av Simpsons började sändas på Fox i september 2008. Säsongen blev officiellt bekräftad av Fox i maj 2008 och sändes på samma tid som föregående säsong, söndagar 20.00. I avsnittet Take My Life, Please, gick tv-serien över till att sända i HD och 16:9. Under säsongen startade 20-årsjubileet, "Best. 20 Years. Ever." den 14 januari 2009.
Säsongens produktion blev försenad på grund av förhandlingarna med de sex främsta röstskådespelarna. Tvisten löstes, och skådespelarnas löner höjdes till $400.000 per avsnitt. Fördröjningen med produktionen hade lett till att de planerade 22 avsnitten minskades till 21.
Röstskådespelaren Dan Castellaneta kommer att krediteras som "Consulting producer" för första gången.. Serien har sänts i Sverige på TV3 och TV6 med svenskspråkig text, dock sände man hela säsongen i 4:3, vilket gör att avsnitten som gjorts i 16:9 har beskurits till 4:3.

## Utmärkelser
Fem avsnitt från säsongen nominerades till Primetime Emmy Award. "Gone Maggie Gone" nominerades för Outstanding Animated Program (For Programming less than One Hour) och Outstanding Music Composition for a Series. Dan Castellaneta vann Outstanding Voice-Over Performance för avsnittet Father Knows Worst där också Hank Azaria och Harry Shearer var nominerade för episoderna Eeny Teeny Maya, Moe och The Burns and the Bees.  Simpsons var den enda serie som nominerades till Writers Guild of America Awards under Writers Guild of America Awards 2009. De nominerade var: Stephanie Gillis för The Burns and The Bees, John Frink för Eeny Teeny Maya Moe, Billy Kimball och Ian Maxtone-Graham för Gone Maggie Gone, Don Payne för Take My Life, Please, och Joel H. Cohen för Wedding for Disaster. Priset gick till Joel H. Cohen.

## Rating
Enligt Nielsen rating sågs säsongen i genomsnitt av 6 930 000 tittare i USA. Det mesta sedda episoden var Treehouse of Horror XIX med 12 480 000 tittare. Det minst sedda avsnittet var Four Great Women and a Manicure.

## Lista över avsnitt
| Nr i serien | Nr i säsongen | Titel                                 | Regissör          | Författare                       | Sändningsdatum (USA)            | Sändningsdatum (Sverige) | Produktkod |
| --- | ------------- | ------------------------------------- | ----------------- | -------------------------------- | ------------------------------- | ------------------------ | ---------- |
| 421 | 1             | "Sex, Pies and Idiot Scrapes"         | Lance Kramer      | Kevin Curran                     | 28 september 2008               | 26 maj 2009              | KABF17     |
| Efter att Homer får böta efter ett bråk på Saint Patrick’s Day-paraden söker han upp en borgenär, tillsammans med Ned börjar han jobba med att fånga borgenssmitare. Marge börjar jobba som konditor hos Patrick Farreley. Då Marge får veta att hon bakar för ett erotisk konditori blir hon uppröd. Gästskådespelare: Joe Mantegna Julia Louis-Dreyfus och Robert Forster. |               |                                       |                   |                                  |                                 |                          |            |
| 422 | 2             | "Lost Verizon"                        | Raymond S. Persi  | John Frink                       | 5 oktober 2008                  | 27 maj 2009              | KABF15     |
| Bart börjar samla in golfbollar för att få råd med en mobiltelefon men får sluta eftersom det var Willies extrajobb. På golfbanan hittar Bart Denis Leary mobiltelefon och behåller den. Bart använder mobiltelefonen till att ringa bussamtal. Marge låter Bart behålla mobilen och aktiverar mobilens GPS och börjar övervaka Bart. Gästskådespelare: Brian Grazer och Denis Leary. |               |                                       |                   |                                  |                                 |                          |            |
| 423 | 3             | "Double, Double, Boy in Trouble"      | Michael Polcino   | Bill Odenkirk                    | 19 oktober 2008                 | 28 maj 2009              | KABF14     |
| Lenny vinner 50.000$ och anordnar en fest för sina vänner. På festen busar Bart med dammsugarrobot, på toaletten träffar han Simon Woosterfield. Simon härstammar från en rik familj och ser nästan ut som Bart, de bestämmer sig för att byta liv för en period. Gästskådespelare: Joe Montana. |               |                                       |                   |                                  |                                 |                          |            |
| 424 | 4             | "Treehouse of Horror XIX"             | Bob Anderson      | Matt Warburton                   | 2 november 2008                 | 28 maj 2009              | KABF16     |
| Homer försöker rösta på Barack Obama i Presidentvalet i USA 2008, men röstningmaskinen registrerar istället sex röster på John McCain. Untitled Robot Parody - Lisas julklapp blir en transformers, kort därefter börjar fler saker omvandlas till transformers. Springfield blir offer för en slutgiltig strid mellan två rivaliserade robotkulturer. How to Get Ahead in Dead-Vertising - Homer råkar döda Krusty efter att han gjort så att Maggie börjat gråta, kort därefter börjar Homer tjäna pengar på att döda kändisar åt företag, för att de ska kunna användas i marknadsföring. It's the Grand Pumpkin, Milhouse - Milhouses barnatro väcker Storpumpan till liv, Storpumpan blir arg på Springfields invånare som massakrerar pumpor. Gästskådespelare: Marcia Wallace. |               |                                       |                   |                                  |                                 |                          |            |
| 425 | 5             | "Dangerous Curves"                    | Matthew Faughnan  | Billy Kimball Ian Maxtone-Graham | 9 november 2008                 | 29 maj 2009              | KABF18     |
| På USA:s nationaldag reser familjen till Kozy Kabins som Homer och Marge besökte för tjugo år där de nästan var otrogna mot varandra men istället hjälpte de omedvetet Alberto och Sylvia att bli förälskade. Med på resan för tjugo år sedan var också Ned och Maude som var på sin smekmånad. Gästskådespelare: Maurice LaMarche. |               |                                       |                   |                                  |                                 |                          |            |
| 426 | 6             | "Homer and Lisa Exchange Cross Words" | Nancy Kruse       | Tim Long                         | 16 november 2008                | 29 maj 2009              | KABF19     |
| Homer börjar jobba som äktenskapsbrytare. Lisa blir intresserad av korsord och tar sig till final i en korsordstävling, där Homer satsar pengar på att hon ska förlora. Då Lisa få reda på det kallar hon sig Bouvier. Gästskådespelare: Marcia Wallace Merl Reagle Scott Thompson och Will Shortz. |               |                                       |                   |                                  |                                 |                          |            |
| 427 | 7             | "Mypods and Boomsticks"               | Steven Dean Moore | Marc Wilmore                     | 30 november 2008                | 1 juni 2009              | KABF20     |
| Krusty ger Lisa en MyPod, och får en räkning på 12.000$. Bart träffar Bashir och hans familj, som flyttat till Springfield från Jordanien. Efter att Homer kollat på ett tv-program och haft en dröm tror han att Bashir och hans familj är terrorister. Gästskådespelare: Shohreh Aghdashloo. |               |                                       |                   |                                  |                                 |                          |            |
| 428 | 8             | "The Burns and the Bees"              | Mark Kirkland     | Stephanie Gillis                 | 7 december 2008                 | 1 juni 2009              | KABF21     |
| Lisa upptäcker att alla bin håller på att dö, tillsammans med Professor Frink lyckas de odla en ny bikoloni. Mr Burns blir ägare till Austin Celtics och byter namn på laget till Springfield Excitements. För att bli lika populär som Mark Cuban bestämmer Mr Burns sig för att bygga en ny arena åt Springfield Excitements och Lisas bikoloni rivs. Homer och Moe hjälper Lisa att ta fram en ny bikoloni. Gästskådespelare: Jeff Bezos Mark Cuban och Marv Albert. |               |                                       |                   |                                  |                                 |                          |            |
| 429 | 9             | "Lisa the Drama Queen"                | Matthew Nastuk    | Brian Kelley                     | 25 januari 2009                 | 2 juni 2009              | KABF22     |
| På fritidscentret träffar Lisa Juilet som hon blir bästa vän med. Tillsammans skriver de en fantasyhistoria om landet Equalia. Lisa umgås mycket med Juilet och glömmer bort den verkliga världen. Gästskådespelare: Emily Blunt och Fall Out Boy. |               |                                       |                   |                                  |                                 |                          |            |
| 430 | 10            | "Take My Life, Please"                | Steven Dean Moore | Don Payne                        | 15 februari 2009                | 2 juni 2009              | LABF01     |
| Homer och Marges gamla klasskompis Vance hamnar på Springfield Wall of Fame. Homer är avundsjuk på att Vance har haft ett bättre liv än Homer. Homer blir deprimerad då han får reda på att han skulle blivit skolans nya elevrådsordförande om inte rektorn Dondelinger hade riggat valet. Med hjälp av Lugi får Homer en vision om hur hans liv skulle sett ut om han hade varit elevrådsordförande. Gästskådespelare: Marcia Wallace. |               |                                       |                   |                                  |                                 |                          |            |
| 431 | 11            | "How the Test Was Won"                | Lance Kramer      | Michael Price                    | 1 mars 2009                     | 3 juni 2009              | LABF02     |
| Eleverna på Springfield Elementary genomför ett vicepresidentsutvärderingstest. Lisa blir frustrerad då hon tolkar alla svarsalternativen som korrekta lösningar. Bart gjorde ett dåligt resultat på testprovet och tillsammans med de andra underpresterade elever besöker de Capital City tillsammans med rektorn Skinner under tiden som de andra eleverna gör testet. Homer blir oförsäkrad då han glömmer betala räkningen i tid. Gästskådespelare: Marcia Wallace. |               |                                       |                   |                                  |                                 |                          |            |
| 432 | 12            | "No Loan Again, Naturally"            | Mark Kirkland     | Jeff Westbrook                   | 8 mars 2009                     | 3 juni 2009              | LABF03     |
| Familjen tvingas flytta då inte har råd att betala huslånet efter att Homer belånat huset för att fira Mardi Gras. Ned tycker synd om Simpsons och köper huset på auktionen och hyr ut det till dem så att de kan bo kvar. Gästskådespelare: Marcia Wallace och Maurice LaMarche. |               |                                       |                   |                                  |                                 |                          |            |
| 433 | 13            | "Gone Maggie Gone"                    | Chris Clements    | Billy Kimball Ian Maxtone-Graham | 15 mars 2009                    | 4 juni 2009              | LABF04     |
| Marge bli temporärt blind efter att ha tittat på en solförmörkelse. Huset drabbas av råttinvasion och efter ett besök på Pest bye-butiken råkar Homer överlämna Maggie till Sankt Teresa-systrarna. Lisa bestämmer sig för att infiltrera klostret för att få tillbaka Maggie och hon upptäcker då historien om Sankt Teresas juvel. Gästskådespelare: Ed Begley Jr.. |               |                                       |                   |                                  |                                 |                          |            |
| 434 | 14            | "In the Name of the Grandfather"      | Ralph Sosa        | Matt Marshall                    | 22 mars 2009 17 mars 2009 (Sky) | 4 juni 2009              | LABF11     |
| Familjen köper en bubbelpool och glömmer bort familjedagen på ålderdomshemmet. För att gottgöra Abe åker familjen med honom till Dunkilderry i Irland då en av hans sista önskningar i livet är att återigen få dricka på O'Flangans' men Dunkilderry är inte som Abe minns. Gästskådespelare: Colm Meaney Glen Hansard Marketa Irglova och Marcia Wallace. |               |                                       |                   |                                  |                                 |                          |            |
| 435 | 15            | "Wedding for Disaster"                | Chuck Sheetz      | Joel H. Cohen                    | 29 mars 2009                    | 5 juni 2009              | LABF05     |
| Biskopen besöker Springfield och pastor Lovejoy får reda på att han under en period inte hade tillstånd till att viga par, därigenom blev Homer och Marges äktenskap ogiltigt (efter att de gifte om sig i avsnittet A Milhouse Divided). Homer bestämmer sig för att ge Marge hennes drömbröllop men precis innan ceremonin startar försvinner Homer efter att de har bråkat. Lisa och Bart tror att Homer blivit kidnappad och deras spår leder till Sideshow Bob. Gästskådespelare: Kelsey Grammer. |               |                                       |                   |                                  |                                 |                          |            |
| 436 | 16            | "Eeny Teeny Maya Moe"                 | Nancy Kruse       | John Frink                       | 5 juni 2009                     | 5 juni 2009              | LABF06     |
| Marge uppmanar Homer att umgås mera med Maggie och Homer börjar ta med sig Maggie på promenader och lämnar henne ensam med andra ungar i en lekpark medan han är och dricker på Moe's Tavern. Moe ska på en dejt med Maya som han lärt känna via Internet, Maya visar sig vara dvärgväxt. |               |                                       |                   |                                  |                                 |                          |            |
| 437 | 17            | "The Good, the Sad and the Drugly"    | Rob Oliver        | Marc Wilmore                     | 19 april 2009                   | 6 oktober 2009           | LABF07     |
| Milhouse och Bart utsätter Springfield Elementary för ett stort bus men bara Milhouse åker fast och blir avstängd i några veckor. Bart lovar träffa Milhouse varje dag. På ålderdomshemmet träffar Bart på Jenny som han blir förälskad i och han glömmer bort Milhouse. Under tiden tar Lisa hjälp av Internet under en hemläxa och blir deprimerad då hon inser att det inte finns någon framtid och ordineras antidepressiva läkemedel. Gästskådespelare: Anne Hathaway. |               |                                       |                   |                                  |                                 |                          |            |
| 438 | 18            | "Father Knows Worst"                  | Matthew Nastuk    | Rob LaZebnik                     | 26 april 2009                   | 13 oktober 2009          | LABF08     |
| Medan Homer roar sig med barnen städar Marge och upptäcker att det finns en bastu i källaren. Homer får nya smaklökar efter att bränt sig i tungan och börjat äta lunch på Springfield Elementary. Homer upptäcker att Bart missköter sig i skolan och att Lisa är impopulär och han bestämmer sig för att ändra på det. Gästskådespelare: Marcia Wallace. |               |                                       |                   |                                  |                                 |                          |            |
| 439 | 19            | "Waverly Hills 9-0-2-1-D'oh"          | Michael Polcino   | J. Stewart Burns                 | 3 maj 2009                      | 20 oktober 2009          | LABF10     |
| Marge upptäcker att barnen på Springfield Elementary inte lär sig något. När Milhouse äter middag hos familjen berättar han om skolan i Waverly Hills. Homer skriver in sig i en lägenhet i Waverly Hills för att Bart och Lisa ska kunna gå i skolan där, de måste bo i lägenheten tills en inspektör kommer på besök för att se att de bor där. I den nya skolan har Bart skaffat sig rykte som en buspojke och fått Lisa att bli populär genom att säga att hon känner sångerskan Alaska Nebraska. Gästskådespelare: Ellen Page Marcia Wallace och Maurice LaMarche. |               |                                       |                   |                                  |                                 |                          |            |
| 440 | 20            | "Four Great Women and a Manicure"     | Raymond S. Persi  | Valentina L. Garza               | 10 maj 2009                     | 27 oktober 2009          | LABF09     |
| Marge tar med sig Lisa till en manikyr där hon berättar tre historier. En om Elizabeth I, den andra om Homer som Shakespeare-skådespelare och en tredje om arkitekten Maggie Roark. Lisa berättar också en alternativ historia om Snövit. Gästskådespelare: Jodie Foster. |               |                                       |                   |                                  |                                 |                          |            |
| 441 | 21            | "Coming to Homerica"                  | Steven Dean Moore | Brendan Hay                      | 17 maj 2009                     | 11 juni 2009             | LABF12     |
| Springfield får en ökad invandring från den norska grannstaden Ogdenville, efter att staden levererat skämt korn till Krusty Burger som börjat sälja vegetariska hamburgare. Invandrarna är mycket hjälpsamma men skapar mer problem ju längre de är kvar och man bestämmer sig för att sätta upp en gränspatrull. |               |                                       |                   |                                  |                                 |                          |            |

## Hemvideoutgivningar
Säsongen var den första som släpptes på både DVD och Blu-ray och lanserades som en jubileumsutgåva med anledning av 20-årsjubileet som avslutades 2010 och har därför mindre extramaterial än övriga utgåvor av Simpsons. Säsongen släpptes i USA den 12 januari 2010 på såväl DVD som bluray.
Därefter har säsongen även släppts i region 4 och sedan i region 2. Säsongen släpptes i Sverige den 20 oktober 2010, där enbart som DVD.
Specifikationen nedan gäller den amerikanska DVD-versionen. På den svenska förpackningen står det felaktigt att samtliga avsnitt spelas upp i 4:3, trots att elva aav vsnitten spelas upp i 16:9.
| The Complete Twentieth Season (Region 1) | | | |                                                                      |
| Detaljer | Detaljer | Detaljer | Detaljer | Extra material                                                       |
| - 21 avsnitt - 4-disk - Upplösning: - 4:3 (avsnitt 1-9) - 16:9 (avsnitt 10-21) - Språk: - Engelska (Dolby Digital 5.1, med undertext) - Spanska (Dolby Surround, med undertext) - Portugisiska (Dolby Surround, med undertext) - Franska (Kanadensisk) (Dolby Surround, med undertext) | - 21 avsnitt - 4-disk - Upplösning: - 4:3 (avsnitt 1-9) - 16:9 (avsnitt 10-21) - Språk: - Engelska (Dolby Digital 5.1, med undertext) - Spanska (Dolby Surround, med undertext) - Portugisiska (Dolby Surround, med undertext) - Franska (Kanadensisk) (Dolby Surround, med undertext) | - 21 avsnitt - 4-disk - Upplösning: - 4:3 (avsnitt 1-9) - 16:9 (avsnitt 10-21) - Språk: - Engelska (Dolby Digital 5.1, med undertext) - Spanska (Dolby Surround, med undertext) - Portugisiska (Dolby Surround, med undertext) - Franska (Kanadensisk) (Dolby Surround, med undertext) | - 21 avsnitt - 4-disk - Upplösning: - 4:3 (avsnitt 1-9) - 16:9 (avsnitt 10-21) - Språk: - Engelska (Dolby Digital 5.1, med undertext) - Spanska (Dolby Surround, med undertext) - Portugisiska (Dolby Surround, med undertext) - Franska (Kanadensisk) (Dolby Surround, med undertext) | - Handritna menyer av Matt Groening - Inför 20th Anniversary Special |
| Releasedatum | | | | - Handritna menyer av Matt Groening - Inför 20th Anniversary Special |
| Region 1 USA | Region 2 Storbritannien | Region 2 Sverige | Region 4 Australien | - Handritna menyer av Matt Groening - Inför 20th Anniversary Special |
| 12 januari 2010 | | 20 oktober 2010 | 20 januari 2010 | - Handritna menyer av Matt Groening - Inför 20th Anniversary Special |